# Lesges
Lesges é uma comuna francesa na região administrativa de Altos da França, no departamento de Aisne. Estende-se por uma área de 6,65 km². Em 2010 a comuna tinha 105 habitantes (densidade: 15,8 hab./km²).